# Сент-Мор, Ричард, 6-й барон Сент-Мор
Ричард де Сент-Мор (англ. Richard de St Maur; умер в январе 1409) — английский аристократ, 6-й барон Сент-Мор и de-jure 5-й барон Ловел из Кэри с 1401 года. Сын Ричарда де Сент-Мора, 5-го барона Сент-Мора, и Эллы де Сент-Ло. После смерти отца унаследовал семейные владения в Сомерсете, Уилтшире и Глостершире и баронский титул. В 1398 году нёс военную службу в Ирландии, в 1401 году — в Аквитании; в 1405 году исполнял обязанности мирового судьи в Сомерсете. Был женат на Мэри Пейвр, дочери Томаса Пейвра, которая родила ему дочь Элис (до 1409 — после 1430), 7-ю баронессу Сент-Мор в своём праве (suo jure). Элис стала женой Уильяма ла Зуша, 5-го барона Зуша из Харингуорта.